# Biografielijst Mi

## Mia
- Mian Mian (1970), Chinees schrijfster
- Aksana Miankova (1982), Wit-Russisch atlete
- Nora Miao (1952), Taiwanees actrice

## Mic

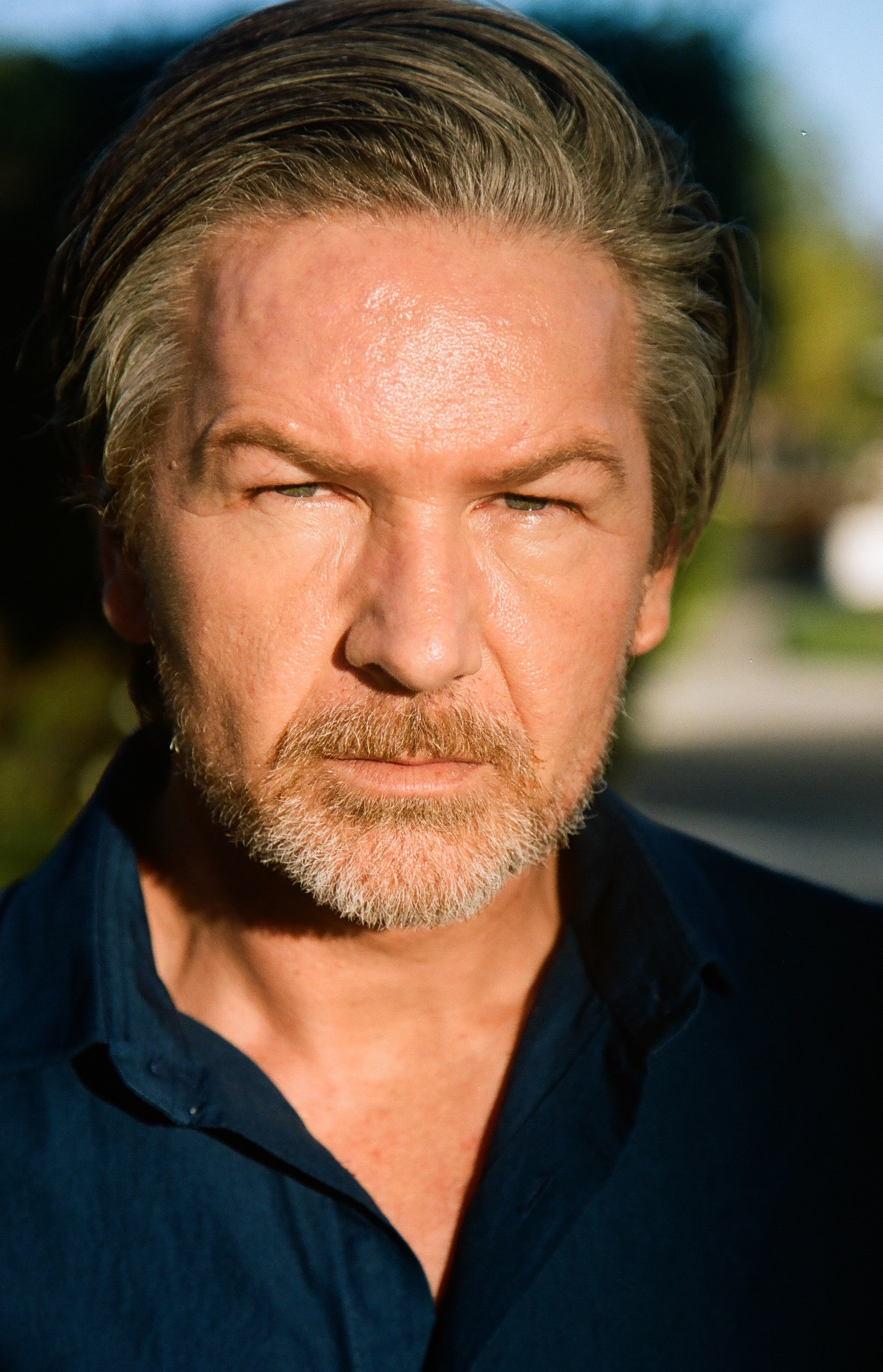
Sean Cameron Michael, 2009

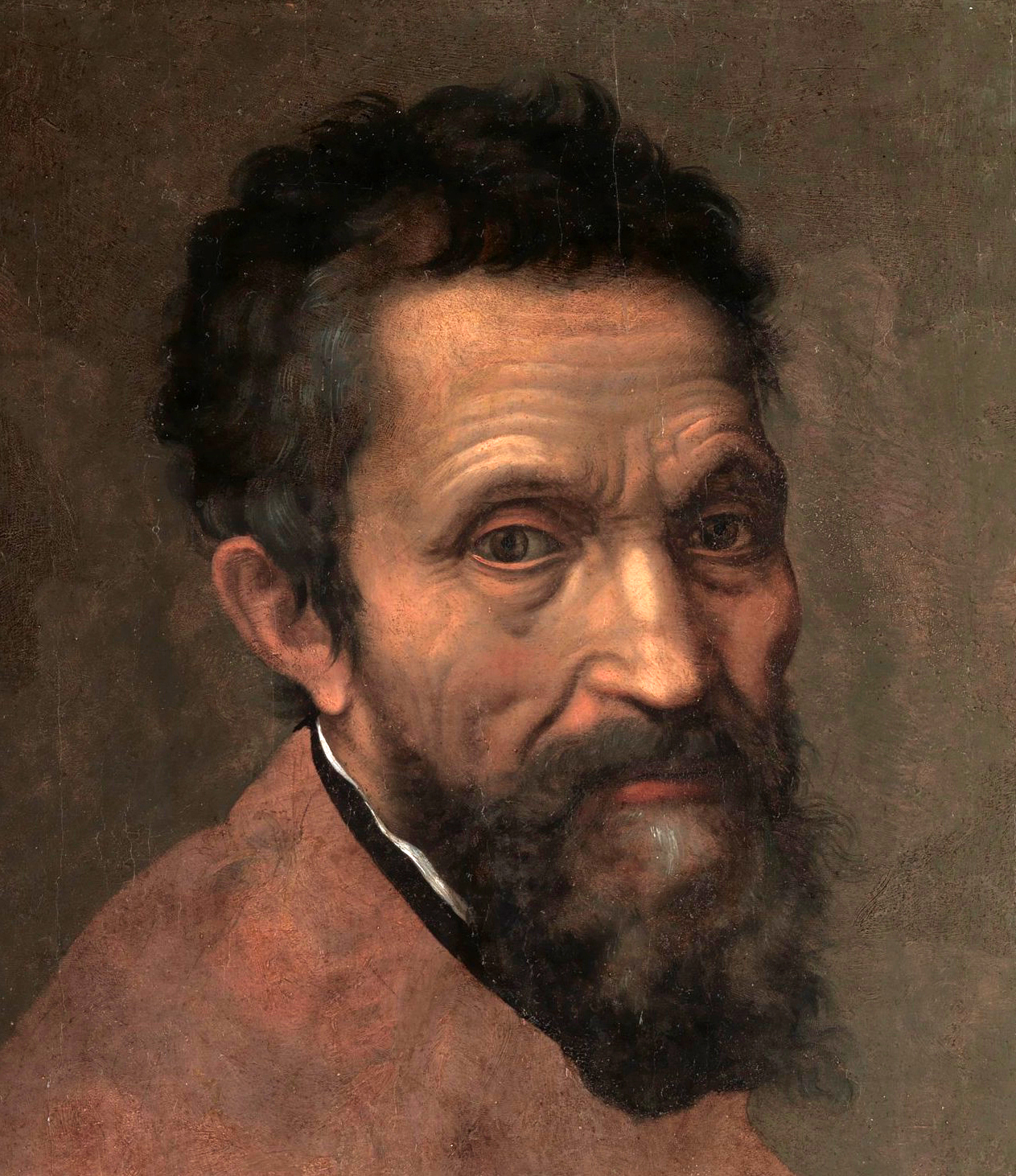
Michelangelo Buonarotti

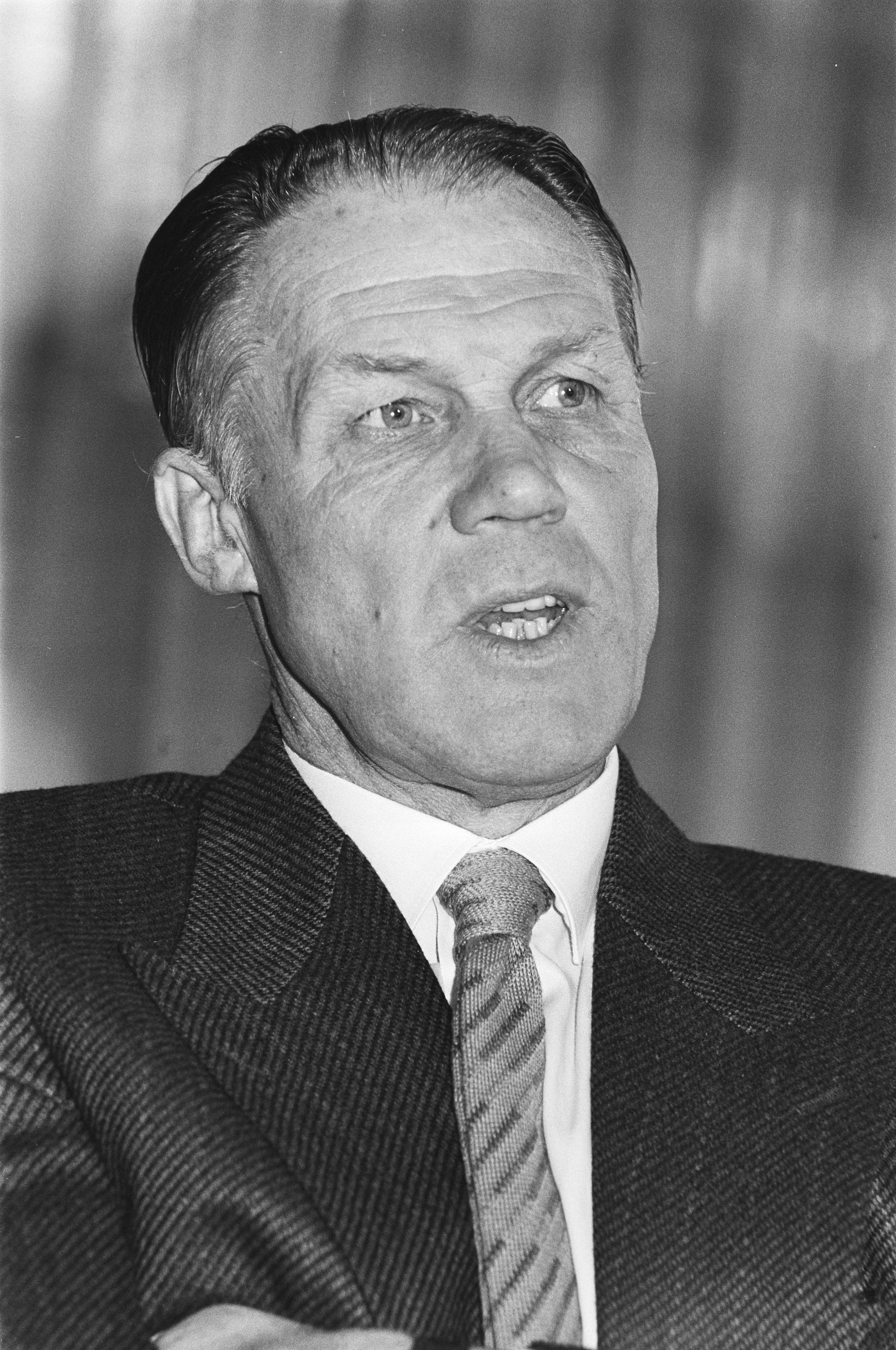
Rinus Michels

- Micha (8e eeuw v.Chr.), Joodse profeet
- Lambert Micha (1950), Belgisch atleet
- Raymond Micha (1910-2006), Belgisch componist, dirigent en muziekleraar
- Michaël I (+845), keizer van Byzantium (811-813)
- Michaël I (1921), koning van Roemenië (1927-1930, 1940-1947)
- Michaël II, keizer van Byzantium (820-829)
- Michaël III (839-867), keizer van Byzantium (842-867)
- Michaël IV (+1041), keizer van Byzantium (1034-1041)
- Michaël V (+1042), keizer van Byzantium (1041-1042)
- Michaël VI, keizer van Byzantium (1056-1057)
- Michaël VII, keizer van Byzantium (1071-1078)
- Michaël VIII (1225-1282), keizer van Byzantium (1261-1282)
- George Michael (1963-2016), Brits popzanger
- Sean Cameron Michael (1969), Zuid-Afrikaans acteur
- Hanny Michaelis (1922-2007), Nederlands dichteres
- Hildegard Michaelis (1900-1982), Duitse, maar in Nederland werkzame textielkunstenares en oprichtster van drie benedictijner kloosters
- Lena Michaëlis (1905-1982), Nederlands atlete
- Amber Michaels (1968), Amerikaans pornoactrice
- Julia Michaels (1993), Amerikaans singer-songwriter
- Allan Michaelsen (1947-2016), Deens voetballer en -trainer
- Nikolaj Michajlov (1988), Bulgaars voetbaldoelman
- Sergej Michalkov (1913-2009), Russisch kinderboekenschrijver
- Nicki Micheaux (1971), Amerikaans actrice
- Anne Michel (1959-2023), Belgisch atlete
- Charles Michel (1975), Belgisch politicus en premier van België
- Detlef Michel (1955), Duits speerwerper
- Georges Michel (1898-?), Belgisch voetballer
- Henri Michel (1947), Frans voetbalcoach
- K. Michel (1958), Nederlands dichter; pseudoniem van Michael Maria Kuijpers
- Louis Michel (1947), Belgisch politicus
- Ľuboš Micheľ (1968), Slowaaks voetbalscheidsrechter
- Paul-Baudouin Michel (1930-2020), Belgisch componist en muziekpedagoog.
- Judith Michel-de Jong (1974), Nederlands burgemeester
- Michael Michele (1966), Amerikaans actrice
- Adriano de Micheli (1975), Italiaans autocoureur
- Pier Antonio Micheli (1679-1737), Italiaans botanicus
- Norbert Michelisz (1984), Hongaars autocoureur
- Michelangelo Buonarroti (1475-1564), Italiaans architect, beeldhouwer en kunstschilder
- Édouard Michelin jr. (1963-2006), Frans industrieel
- Davina Michelle (1995), Nederlands zangeres en youtuber
- Pierre Michelot (1928-2005), Frans jazzbassist
- Giovanni Michelotti (1921-1980), Italiaans autodesigner
- Mareno Michels (1984), Nederlands darter
- Rinus Michels (1928-2005), Nederlands voetballer en voetbalcoach
- Albert Michelson (1852-1931), Amerikaans natuurkundige en Nobelprijswinnaar
- Claudy Michely (1959-2023), Luxemburgs wielrenner
- Marc Michetz (1951-2025), pseudoniem van Marc Degroide, Belgisch striptekenaar
- Alexis Michiels (1893-1976), Belgisch wielrenner
- An Michiels (1967), Belgisch politica
- Andreas Victor Michiels (1797-1849), Nederlands generaal
- Bart Michiels (1986), Belgisch schaker
- Edmond Michiels (1913-1991), Belgisch waterpolospeler
- Eugène Michiels (1923-2013), Belgisch spion en misdadiger
- Firmin Michiels (1950), Belgisch productiemanager en platenmaatschappijdirecteur
- Githa Michiels (1983), Belgisch wielrenster
- Guillaume Michiels (1909-1997), Belgisch kunstschilder en volkskundige
- Ignace Michiels (1963), Belgisch muzikant
- Ivo Michiels (1923-2012), Belgisch atleet
- Jacques Michiels (?), Belgisch vakbondsbestuurder
- Jan Michiels (1966), Belgisch muziekpedagoog en pianist
- Jean Michiels (1797-1868), Belgisch reder, handelaar en politicus
- Julien Michiels (1957), Belgisch atleet
- Louis Michiels (1814-1865), Belgisch politicus
- Marcel Michiels (1772-1837), Belgisch politicus
- Pascale Michiels (1968), Belgisch zangeres en actrice
- Paul Michiels (1948), Belgisch zanger
- Sonja Michiels (1945), Belgisch kunstenares
- Stephan Michiels (1965), Belgisch dammer
- Toon Michiels (1950-2015), Nederlands fotograaf en grafisch vormgever
- Walter Michiels (1963), Belgisch acteur
- Willy Michiels (1942-2016), Belgisch politicus
- Floris Michiels van Kessenich (1957-1991), Nederlands homoactivist
- Franciscus Bernardus Hubertus Michiels van Kessenich (1802-1881), Nederlands politicus
- Judy Michiels van Kessenich (1901-1972), Nederlands kunstenares
- Willem Michiels van Kessenich (1902-1992), Nederlands politicus
- Wite Michiels van Kessenich (1938-1990), Nederlands politicus
- Irene Michiels van Kessenich-Hoogendam (1940), Nederlands rechter, advocate en politica
- Arnold Hendrik Theodoor Michiels van Verduynen (1774-1846), Nederlands politicus
- Edgar Michiels van Verduynen (1885-1952), Nederlands politicus
- Louis Michiels van Verduynen (1855-1929), Nederlands politicus
- Celine Michielsen (1994), Nederlands handbalster
- Erik Michielsen (1917-1944), Nederlands piloot en Engelandvaarder
- Fred Michielsen (1967), Nederlands handbalcoach
- Harpert Michielsen (1970), Nederlands acteur
- Henny Michielsen (1951), Nederlands voetballer
- Jan Michielsen (1939-2010), Nederlands graficus en kunstschilder
- Joost Michielsen (1987), Nederlands schaker
- Karel Michielsen (1918-1996), Nederlands Engelandvaarder
- Leo Michielsen (1872-1944), Nederlands jurist en componist
- Leo Michielsen (1911-1997), Belgisch hoogleraar, bestuurder en politicus
- Peter Michielsen (1946-2008), Nederlands journalist en publicist
- Ryo Michigami (1973), Japans autocoureur
- Andrej Michnevitsj (1976), Wit-Russisch atleet
- Natallja Michnevitsj (1982), Wit-Russisch atlete
- Adam Michnik (1946), Pools publicist
- Mary Michon (1939-2011), Nederlands programmamaakster, schrijfster en actrice
- Christoph Mick (1988), Italiaans snowboarder
- Daniel Micka (1963), Tsjechische schrijver en vertaler
- Kimberley Mickle (1984), Australisch atlete

## Mid

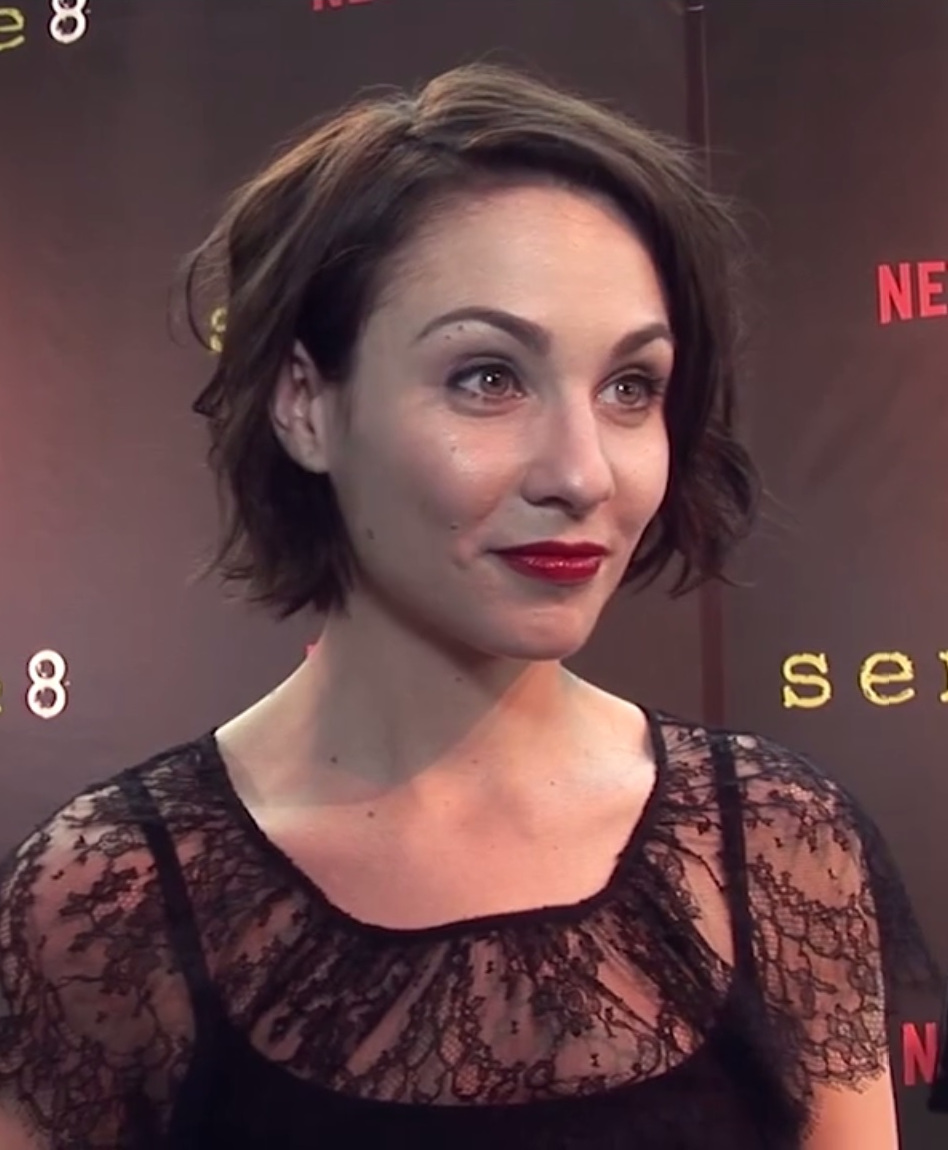
Tuppence Middleton, 2015

- Bert Middel (1952), Nederlands politicus
- Martijn Middel (1984), Nederlands radio-dj
- Gerrit Adriaan Arnold Middelberg (1846-1916), Nederlands politicus
- Kristian Middelboe (1881-1965), Deens voetballer en voetbalbestuurder
- Nils Middelboe (1887-1976), Deens voetballer en voetbalcoach
- Kees Middelhoff (1917-2007), Nederlands radiojournalist en schrijver
- Luuk van Middelaar (1973), Nederlands historicus, politiek filosoof en columnist
- Eimert van Middelkoop (1949), Nederlands politicus
- Willem Middelkoop (1962), Nederlands publicist, ondernemer en beurscommentator
- Mans Middelweerd (1920-2010), Nederlands burgemeester
- Tracy Middendorf (1970), Amerikaans actrice
- Berhardina Midderigh-Bokhorst (1880-1972), Nederlands kunstenaar
- Windell Middlebrooks (1979), Amerikaans acteur
- Tuppence Middleton (1987), Brits actrice
- Velma Middleton (1917-1961), Amerikaans jazz-zangeres
- Bette Midler (1945), Amerikaans zangeres en actrice
- Bastien Midol (1990), Frans freestyleskiër
- Jonathan Midol (1988), Frans freestyleskiër

## Mie
- Andries Rinse Miedema (1933-1992), Nederlands natuurkundige en hoogleraar
- Vivianne Miedema (1996), Nederlands voetbalster
- Agnes Miegel (1879-1964), Duits dichteres, schrijfster en journaliste
- Florent Mielants sr. (1887-1944), Belgisch pedagoog, schrijver en Vlaams activist
- Herman Mielants (1945), Belgisch arts en hoogleraar
- Tim Mielants (1979), Belgisch filmmaker
- Stanisław Mielech (1894-1962), Pools voetballer
- Erin Mielzynski (1990), Canadees alpineskiester
- Hiram Mier (1989), Mexicaans voetballer
- John Mieremet (1960-2005), Nederlands crimineel
- Roberto Mieres (1924), Argentijns autocoureur
- Hans van Mierlo (1931-2010), Nederlands politicus
- John van Miert (1961), Nederlands voetbalcoach
- Alexander Mies (1992), Duits autocoureur
- Ludwig Mies van der Rohe (1886-1969), Duits architect
- Marne Miesen (1978), Nederlands acteur en zanger
- Mieszko I (+992), hertog van Polen (963-992)
- Ville Miettunen (1992), Fins freestyleskiër

## Mif
- Michael Mifsud (1981), Maltees voetballer
- Toshiro Mifune (1920-1997), Japans filmacteur

## Mig
- François Migault (1944), Frans autocoureur
- Jules Migeot (1898-1986), Belgisch atleet
- Miggy (1961), Nederlands zangeres
- Andrea Migno (1996), Italiaans motorcoureur
- Clément Mignon (1993), Frans zwemmer
- Herman Mignon (1951), Belgisch atleet
- Jean-Pascal Mignot (1981), Frans voetballer
- Celso Míguez (1984), Spaans autocoureur

## Mih

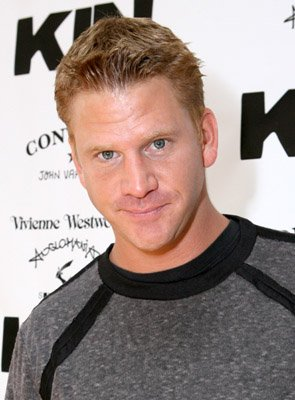
Dash Mihok

- Florentsa Mihai (1955-2015), Roemeens tennisspeelster en tenniscoach
- Siniša Mihajlović (1969-2022), Servisch voetballer en voetbalcoach
- Ödön (Edmund) Mihalovich (1842-1929), Hongaars componist
- Dénes von Mihály (1894-1953), Hongaars natuurkundige en uitvinder
- Malaika Mihambo (1994), Duits atlete
- Mai Mihara (1999), Japans kunstschaatsster
- Dash Mihok (1974), Amerikaans acteur

## Mij

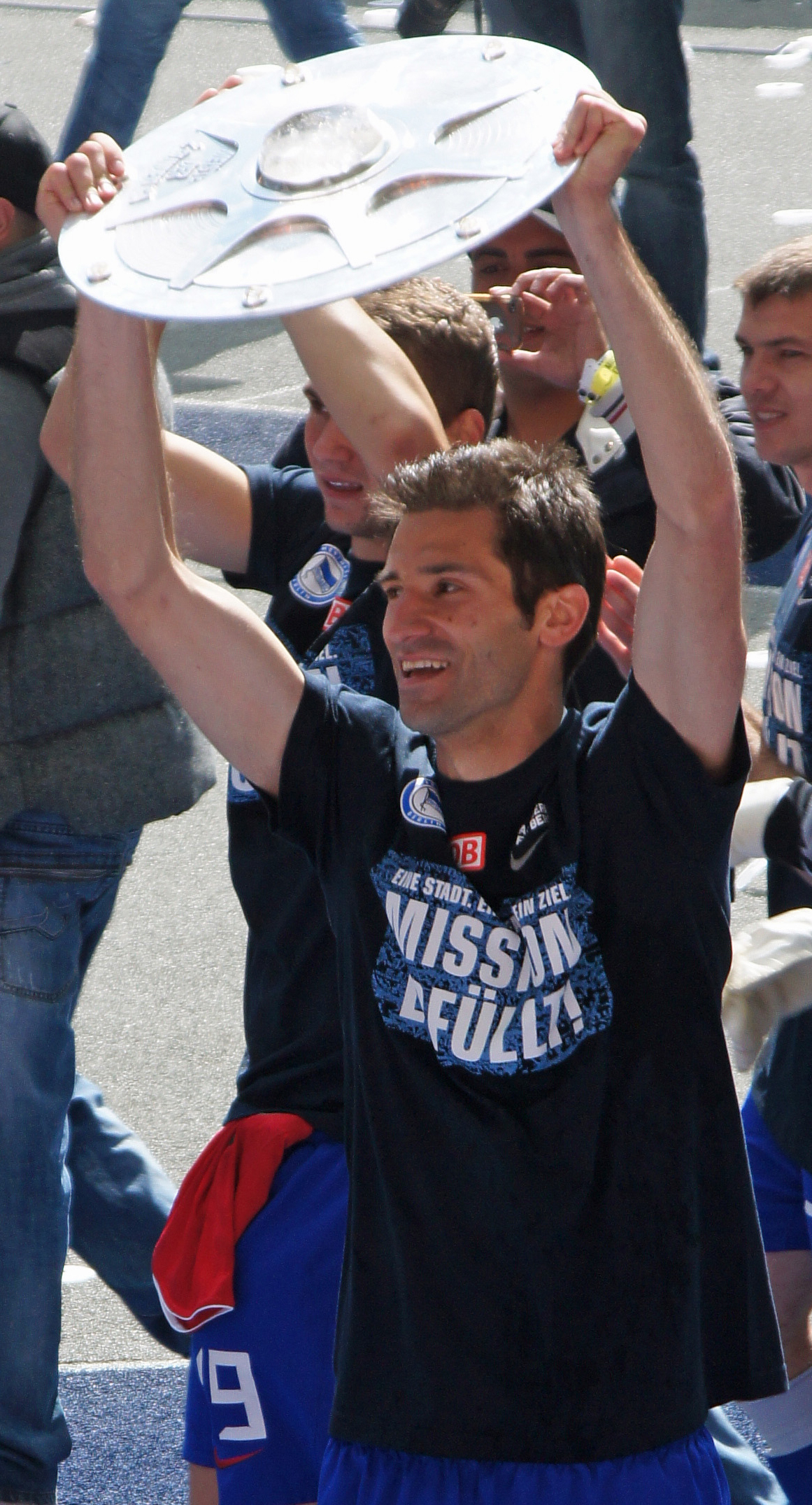
Andre Mijatović

- Andre Mijatović (1979), Kroatisch voetballer
- Käty van der Mije (1940-2013), Roemeens-Nederlands schaakster
- Chas Mijnals (1947), Surinaams militair, diplomaat en jurist
- Humphrey Mijnals (1930-2019), Surinaams-Nederlands voetballer
- Dustin Mijnders (1995), Nederlands voetballer
- Hein Mijnssen (1933), Nederlands jurist

## Mik
- Gerrit Mik (1922-1991), Nederlands psychiater, hoogleraar en Tweede Kamer-lid
- Dino Mikanović (1994), Kroatisch voetballer
- Aidan Mikdad (2001), Nederlands pianist
- John Obi Mikel (1987), Nigeriaans voetballer
- Kato Mikeladze (1878-1942), Georgisch feministe, publicist, journalist
- Vladas Mikenas (1910-1992), Estisch schaker
- Paulus Miki (ca. 1565-1597), Japans priester en martelaar
- Mihael Mikić (1980), Kroatisch voetballer
- Stan Mikita (1940-2018), Slowaaks-Canadees ijshockeyer
- Irina Mikitenko (1972), Kazachs/Duits atlete
- Leonid Mikitenko (1944), Sovjet-Russisch/Kazachs atleet
- Mads Mikkelsen (1965), Deens acteur
- Peter Mikkelsen (1960), Deens voetbalscheidsrechter
- Tobias Mikkelsen (1986), Deens voetballer
- Edith Miklos (1988), Roemeens alpineskiester
- Ananda Mikola (1980), Indonesisch autocourer
- Tomislav Mikulić (1982), Kroatisch voetballer

## Mil

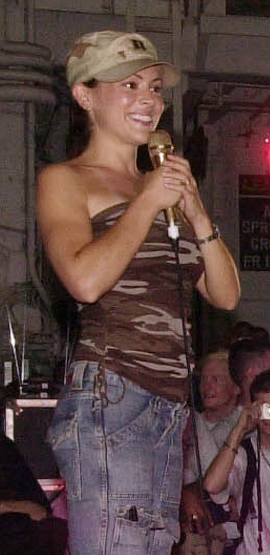
Alyssa Milano

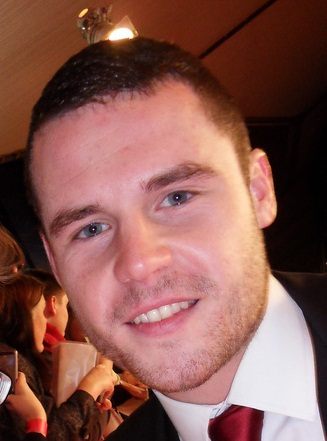
Danny Miller

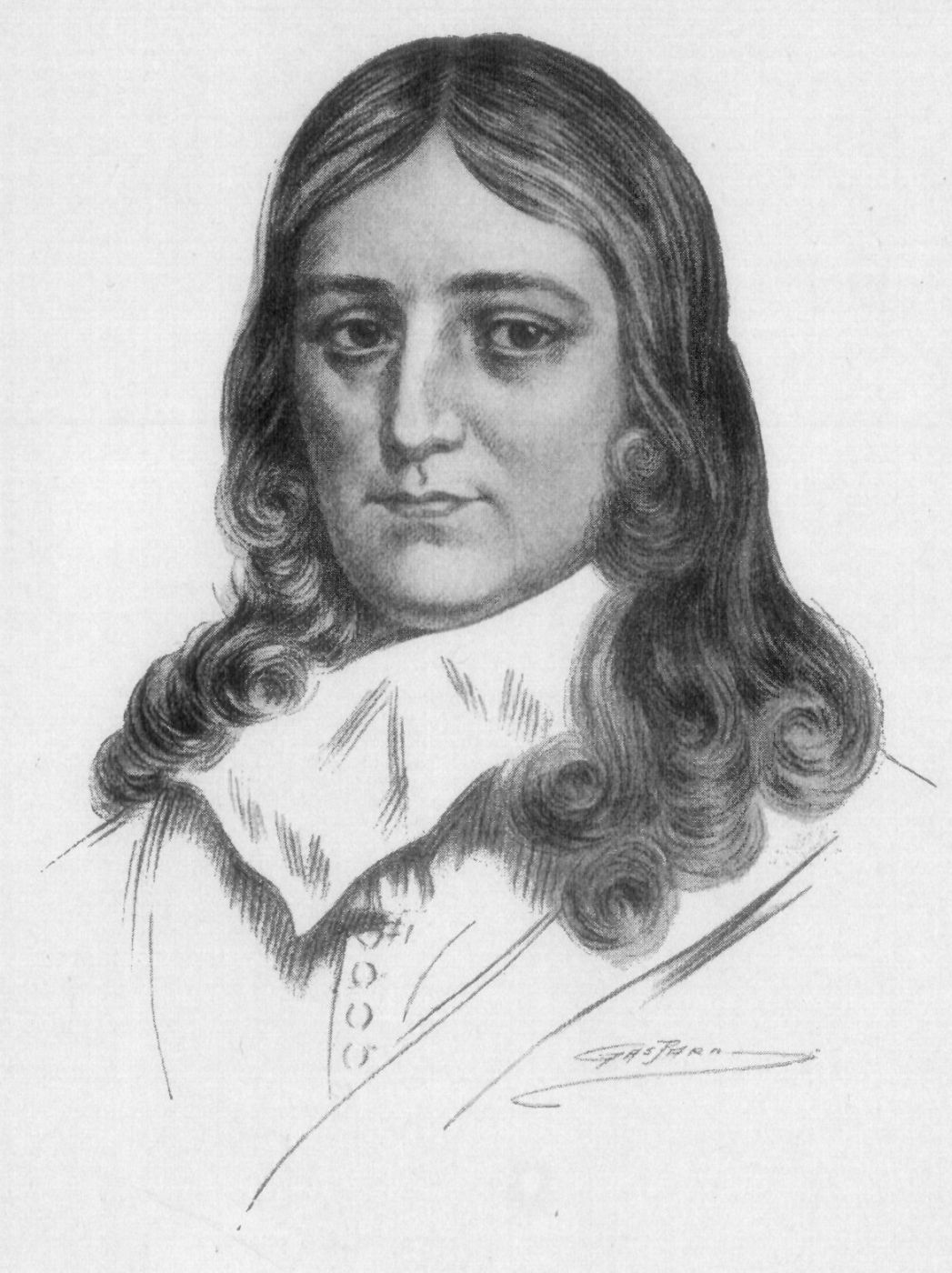
John Milton

- Johan van Mil (1959-2008), Nederlands schaker
- Loek van Mil (1984), Nederlands honkballer
- Kristóf Milák (2000), Hongaars zwemmer
- Pablo Milanés (1943-2022), Cubaans zanger en dichter
- Marta Milani (1987), Italiaans atlete
- Milutin Milanković (1879-1958), Servisch wiskundige
- Alyssa Milano (1972), Amerikaans actrice
- Philip Milanov (1991), Belgisch atleet
- Ivan Milas (1975), Kroatisch voetballer
- Oliver Milburn (1973), Brits acteur en filmproducent
- Rod Milburn (1950-1997), Amerikaans atleet
- Andy Milder (1969), Amerikaans (stem)acteur
- Susanna Mildonian (1940-2022), Belgisch harpist
- A.D. Miles (1971), Amerikaans acteur, filmregisseur, filmproducent, scenarioschrijver en komiek
- Anthony Miles (1955-2001), Brits schaker
- John Miles (1943-2018), Brits autocoureur
- John Miles (1949-2021), Engelse muzikant en componist
- Ken Miles (1918-1966), Brits autocoureur
- Ron Miles (1963-2022), Amerikaans trompettist, kornettist en componist
- Vera Miles (1930), Amerikaans actrice
- Charles Milesi (2001), Frans autocoureur
- Lewis Milestone (1895-1980), Amerikaans filmregisseur
- Jerzy Milewski (1946), Pools-Braziliaans violist
- Hannah Miley (1989), Brits zwemster
- Albert Milhado (1910-2001), Nederlands (sport)journalist
- André Milhoux (1928), Belgisch autocoureur
- Bogdan Milić (1987), Montenegrijns voetballer
- Danijel Milićević (1986), Zwitsers voetballer
- Ljubo Milićević (1981), Australisch-Kroatisch voetballer
- Ante Miličić (1974), Australisch-Kroatisch voetballer en voetbalcoach
- Arkadiusz Milik (1994), Pools voetballer
- Hélcio Milito (1931-2014), Braziliaans musicus
- Harvey Milk (1930-1978), Amerikaans bestuurder en pro-homorechtenactivist
- John Stuart Mill (1806-1873), Engels filosoof en econoom
- Ray Milland (1905-1986), Welsh acteur en filmregisseur
- David Millar (1977), Schots wielrenner
- Mary Millar (1935-1998), Brits actrice
- Sylvia Millecam (1956-2001), Nederlands actrice, comédienne, presentatrice en zangeres
- Steve Millen (1953), Nieuw-Zeelands autocoureur en rallyrijder
- Al Miller (1907-1967), Amerikaans autocoureur
- Alice Miller (1923-2010), Pools-Zwitsers kinderpsychologe, schrijfster en kunstschilderes
- Allan Miller (1929), Amerikaans acteur
- Ann Miller (1922-2004), Amerikaans actrice en danseres
- Arthur Miller (1915-2005), Amerikaans toneelschrijver
- Bill Miller (1915-2006), Amerikaans pianist
- Chet Miller (1902-1953), Amerikaans autocoureur
- Danny Miller (1991), Brits acteur
- Mrs. (Elva) Miller (1907-1997), Amerikaans zangeres
- Glenn Miller (1904-1944), Amerikaans orkestleider
- Jack Miller (1995), Australisch motorcoureur
- Jack William Miller (2003), Amerikaans autocoureur
- Jody Miller (1941-2022), Amerikaans zangeres
- J. Robin Miller (1972), Amerikaans actrice
- Lennox Miller (1946-2004), Jamaicaans atleet
- Leonard Miller (2003), Canadees basketballer
- Lewis Miller (1829-1899), Amerikaans zakenman, uitvinder en filantroop
- Liam Miller (1981-2018), Iers voetballer
- Mitch Miller (1911-2010)), Amerikaans musicus en producer
- Richard Miller (1926-2009), Amerikaans operatenor en stempedagoog
- Roger Miller (1936-1992), Amerikaans countryzanger
- Shaunae Miller (1994), Bahamaans atlete
- Wentworth Miller (1972), Brits-Amerikaans acteur
- Jean-François Millet (1814-1875), Frans schilder
- Charles Millevoye (1782-1816), Frans dichter
- Evert van Milligen (1948), Nederlands accountant, bestuurder en politicus
- Robert Millikan (1868-1953), Amerikaans natuurkundige en Nobelprijswinnaar
- Bill Millin (1922-2010), Schots doedelzakspeler "Piper Bill"
- Karl Millöcker (1842-1899), Oostenrijks componist en dirigent
- Alice Mills (1986), Australisch zwemster
- Billy Mills (1938), Amerikaans atleet
- Heather Mills (1967), Brits model en activiste, ex-vrouw van zanger Paul McCartney
- Jeff Mills (1963), Amerikaans musicus
- Judson Mills (1969), Amerikaans acteur
- Leslie Mills (1934), Nieuw-Zeelands atleet, gewichtheffer en burgemeester van Auckland
- Robert L. Mills (1927-1999), Amerikaans natuurkundige
- A.A. Milne (1882-1956), Brits schrijver
- Stephen Milne (1994), Brits zwemmer
- Tess Milne (1988), Nederlands televisiepresentatrice
- Tommy Milner (1986), Amerikaans autocoureur
- Sherrill Milnes (1935), Amerikaans bariton
- Linda Milo (1960), Belgisch atlete
- Sandra Milo (1933-2024), Italiaans actrice
- Savo Milošević (1973), Servisch voetballer
- Slobodan Milošević (1941-2006), Servisch politicus
- Joëlle Milquet (1961), Waals-Belgisch politica
- César Milstein (1927-2002), Argentijns biochemicus en Nobelprijswinnaar
- Nathan Milstein (1904-1992), Russisch-Amerikaans violist
- CB Milton (1968), Nederlands zanger
- John Milton (1608-1674), Engels dichter
- Vlado Milunić (1941-2022), Tsjechisch architect
- Bora Milutinović (1944), Servisch voetballer en voetbaltrainer

## Mim
- Yvette Mimieux (1942-2022) Amerikaans actrice
- Marcello Mimmi (1882-1961), Italiaans kardinaal
- Kakuichi Mimura (1931-2022), Japans voetballer

## Min
- Mina (1940), Italiaans zangeres

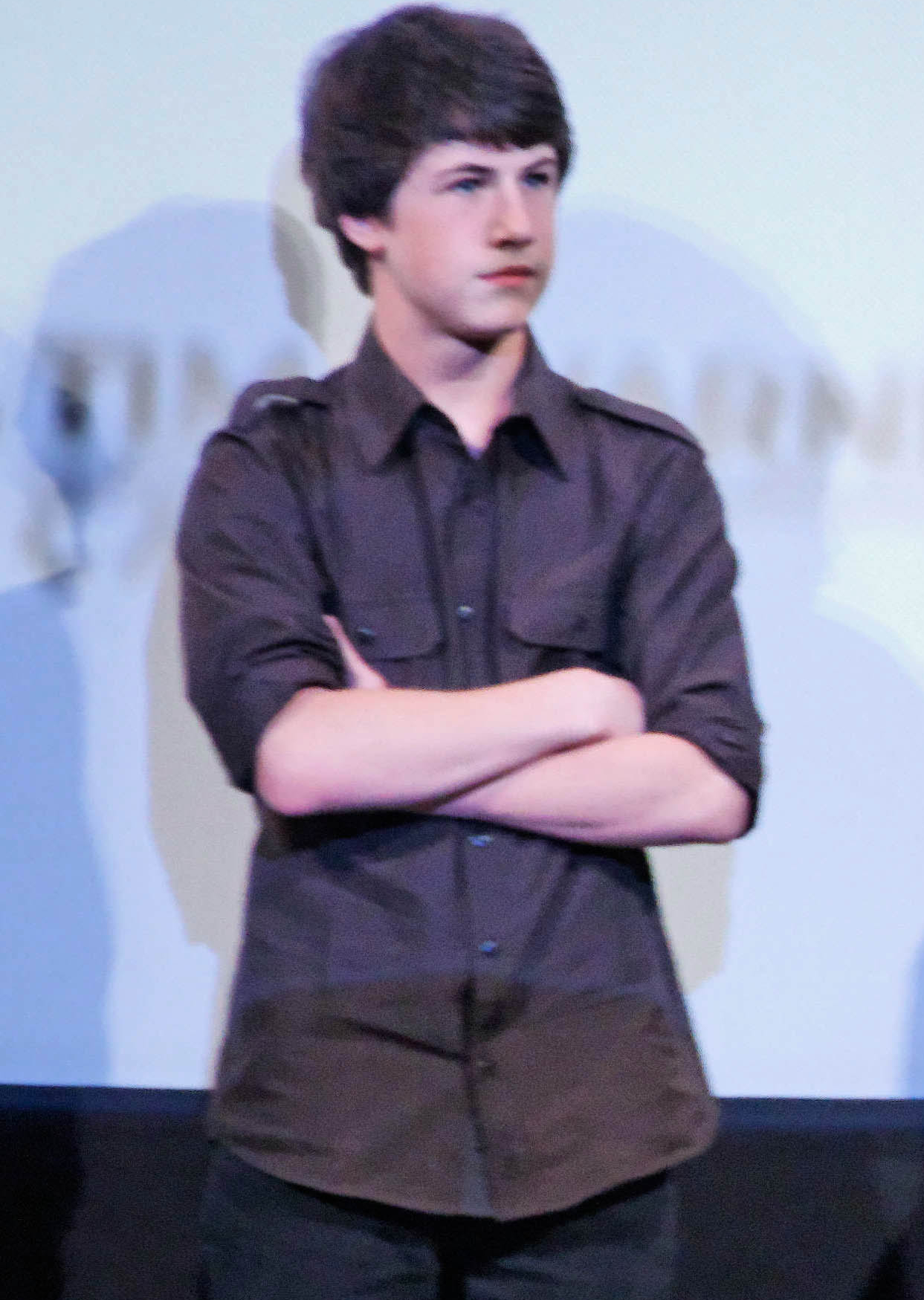
Dylan Minnette 2010

- Andrej Minakov (2002), Russisch zwemmer
- Ivo Minář (1984), Tsjechisch tennisser
- Sébastien Minard (1982), Frans wielrenner
- Adam Minarovich (1977), Amerikaanse acteur, filmproducent, filmregisseur en scenarioschrijver.
- Yusuke Minato (1985), Japans noordse combinatieskiër
- Bady Minck (1956), Luxemburgs kunstenaar, filmregisseur en -producer
- Jan Pieter Minckelers (1748-1824), Nederlands natuurkundige en uitvinder
- Bill Minco (1922-2006), Nederlands verzetsstrijder, zakenman en politicus
- Marga Minco (1920-2023), Nederlands journaliste en schrijfster
- Arnold Mindell (1940), Amerikaans psychotherapeut en schrijver
- Hans Peter Minderhoud (1973), Nederlands dressuurrijder
- Mineiro (1975), Braziliaans voetballer
- Rubens Minelli (1928-2023), Braziliaans voetbaltrainer
- Sal Mineo (1939-1976), Amerikaans acteur
- Jan Miner (1917-2004), Amerikaans actrice
- Abraham Minero (1986), Spaans voetballer
- Ralf Minge (1960), Oost-Duits voetballer en voetbalcoach
- Ferry Mingelen (1947), Nederlands journalist
- Anthony Minghella (1954-2008), Brits filmregisseur, toneel- en scriptschrijver
- Charles Mingus (1922-1979), Amerikaans jazzmusicus
- Gabriele Minì (2005), Italiaans autocoureur
- Hadewych Minis (1977), Nederlands actrice
- Wilhelmina Minis-van de Geijn (1910-2009), Nederlands paleontoloog
- Greg Minnaar (1981), Zuid-Afrikaans mountainbiker
- Ferdinand Minnaert (1887-1975), Belgisch politicus en verzetsstrijder
- Floor Minnaert (1952), Nederlands muzikant en componist
- Gillis Minnaert (1836-1919), Belgisch bestuurder
- Marcel Minnaert (1893-1970), Belgisch-Nederlandse astrofysicus en astronoom
- Marie Minnaert (1999), Belgisch voetbalster
- George Minne (1866-1941), Belgisch kunstenaar
- Joris Minne (1897-1988), Belgisch kunstenaar
- Hubert Minnebo (1940), Vlaams beeldend kunstenaar
- Maurice Minnebo (1921-2013), Belgisch politicus
- Willy Minnebo (1944-2012), Belgisch politicus
- Gaby Minneboo (1945), Nederlands wielrenner
- Liza Minnelli (1946), Amerikaans zangeres en actrice
- Johan van Minnen (1932-2016), Nederlands journalist en presentator
- Dylan Minnette (1996), Amerikaans acteur en muzikant
- Dannii Minogue (1971), Australisch zangeres en actrice, zus van Kylie Minogue
- Kylie Minogue (1968), Australisch zangeres en actrice
- Ben Minoli (1916-1998), Nederlands acteur en toneelschrijver
- Deon Minor (1973), Amerikaans atleet
- Joe Minoso, Amerikaans acteur
- George Minot (1885-1950), Amerikaans hematoloog en Nobelprijswinnaar
- Josh Minott (2002), Jamaicaans-Amerikaans basketballer
- Sugar Minott (1956-2010), Jamaicaans reggaemuzikant
- Peter Minshall (1941), Trinidadiaans ontwerper van carnavalkostuums
- Marvin Minsky (1927-2016), Amerikaans wetenschapper en Turing Awardwinnaar
- Dineke Minten (1990), Nederlandse paalatlete
- Gerrit Mintjes (1949-2007), Nederlands voetballer
- Henry Mintzberg (1938), Canadees organisatiedeskundige

## Mir

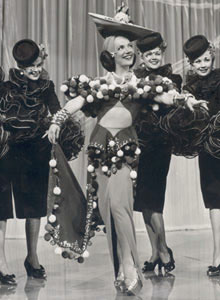
Carmen Miranda

- Joan Mir (1997), Spaans motorcoureur
- Romane Miradoli (1994), Frans alpineskiester
- Ander Mirambell (1983), Spaans skeletonracer
- Antônio Afonso de Miranda (1920-2021), Braziliaans bisschop
- Carmen Miranda (1909-1955), Braziliaans zangeres en actrice
- Inocencio Miranda (1961), Mexicaans atleet
- Irineo Miranda (1896-1964), Filipijns cartoonist, kunstschilder en illustrator
- Julius Caesar de Miranda (1906-1956), Surinaams jurist en politicus
- Salomon Rodrigues (Monne) de Miranda (1875-1942), Nederlands politicus voor de SDAP
- Victor Max de Miranda (1914-2003), Surinaams politicus en bankpresident
- Tata Mirando (1895-1967), musicus, leider en oprichter van het zigeunerorkest Tata Mirando
- Alessandro Miressi (1998), Italiaans zwemmer
- Nelly Miricioiu (1952), Brits-Roemeens sopraan
- Maks Mirni (1977), Wit-Russisch tennisser
- Kevin Mirocha (1991), Duits autocoureur
- Jevgenija Mirosjnytsjenko (1931-2009), Oekraïens operazangeres
- Milovan Mirošević (1980), Chileens voetballer
- Dave Mirra (1974), Amerikaans BMX'er en zakenman
- Karel Miry (1823-1889), Belgisch componist, muziekpedagoog, dirigent en violist
- Maryam Mirzakhani (1977-2017), Iraans wiskundige

## Mis
- Rochus Misch (1917-2013), Duits SS-militair en lijfwacht
- Ante Miše (1967), Kroatisch voetballer en voetbalcoach
- Ludwig von Mises (1881-1973), Oostenrijks econoom en filosoof
- Richard von Mises (1883-1953), Oostenrijks wetenschapper en filosoof
- Yukio Mishima (1925-1970), Japans schrijver en politiek activist
- Petar Mišić (1994), Kroatisch voetballer
- Michał Misiurewicz (1948), Pools wiskundige
- Natalja Misjkoetjonok (1970), Russisch kunstschaatsster
- Nikita Misjoelja (1990), Russisch autocoureur
- Susan Misner (1971), Amerikaans actrice
- Dorian Missick (1976), Amerikaans acteur
- Jordan Missig (1998), Amerikaans autocoureur
- Steve Missillier (1984), Frans alpineskiër
- Sarah Missinne (1995), Belgisch atlete
- Miss Kittin (1973), Frans dj
- Mistinguett (1875-1956), Frans actrice en zangere; pseudoniem van Jeanne Bourgeois
- Frédéric Mistral (1830-1914), Frans dichter

## Mit

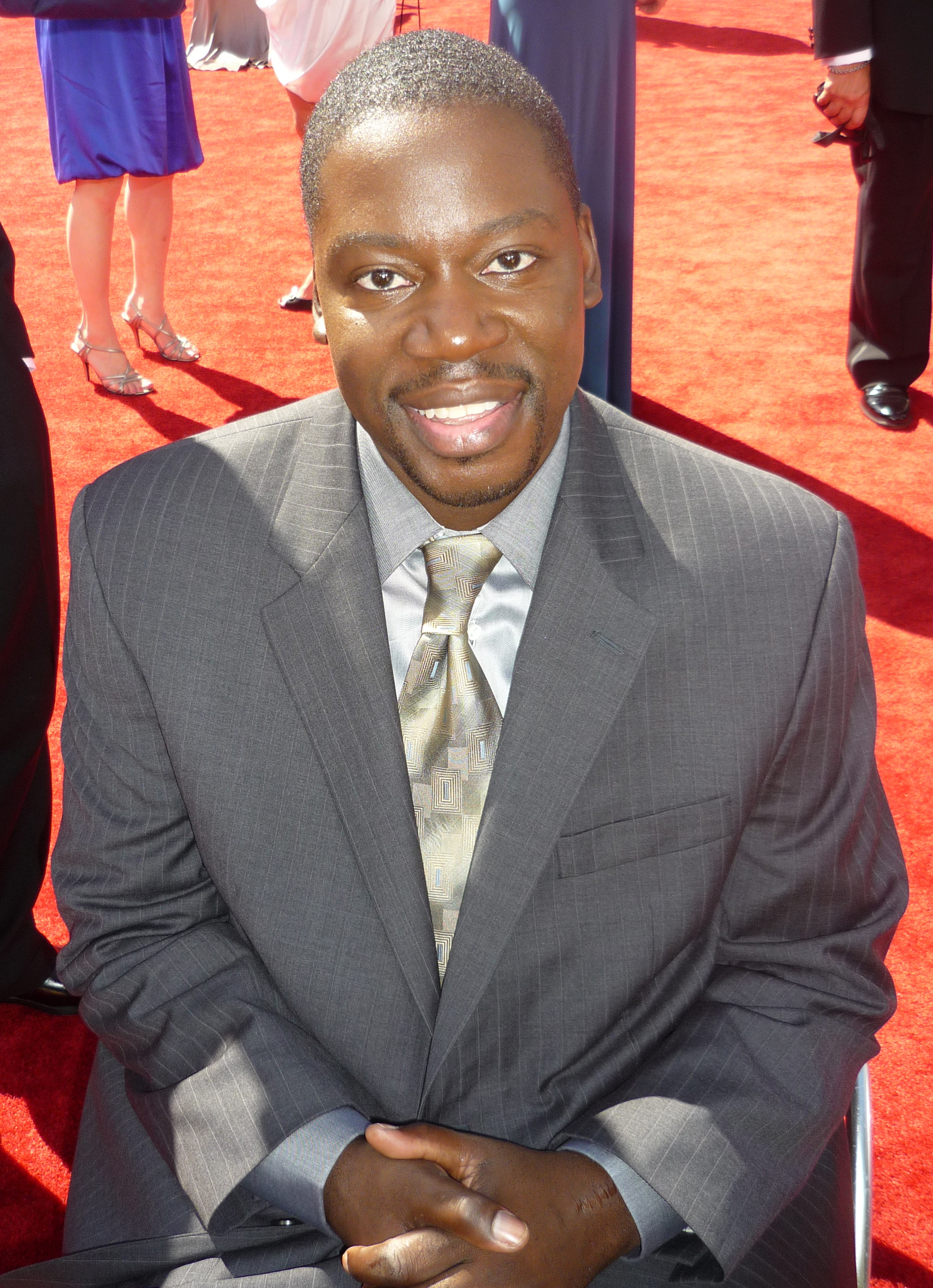
Daryl Mitchell

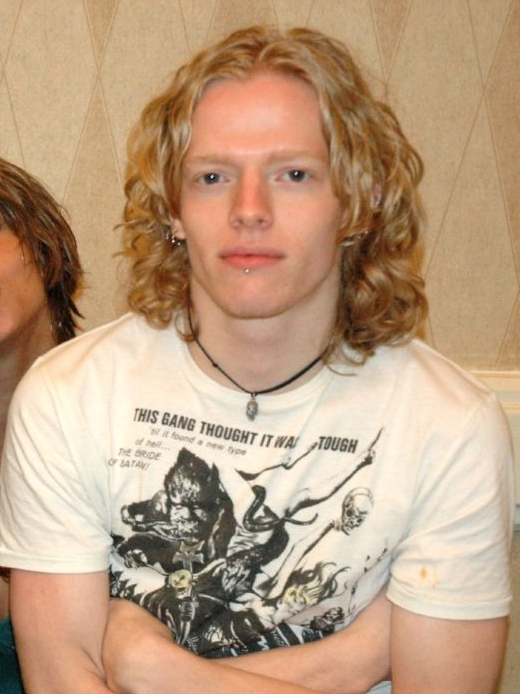
Hugh Mitchell, 2008

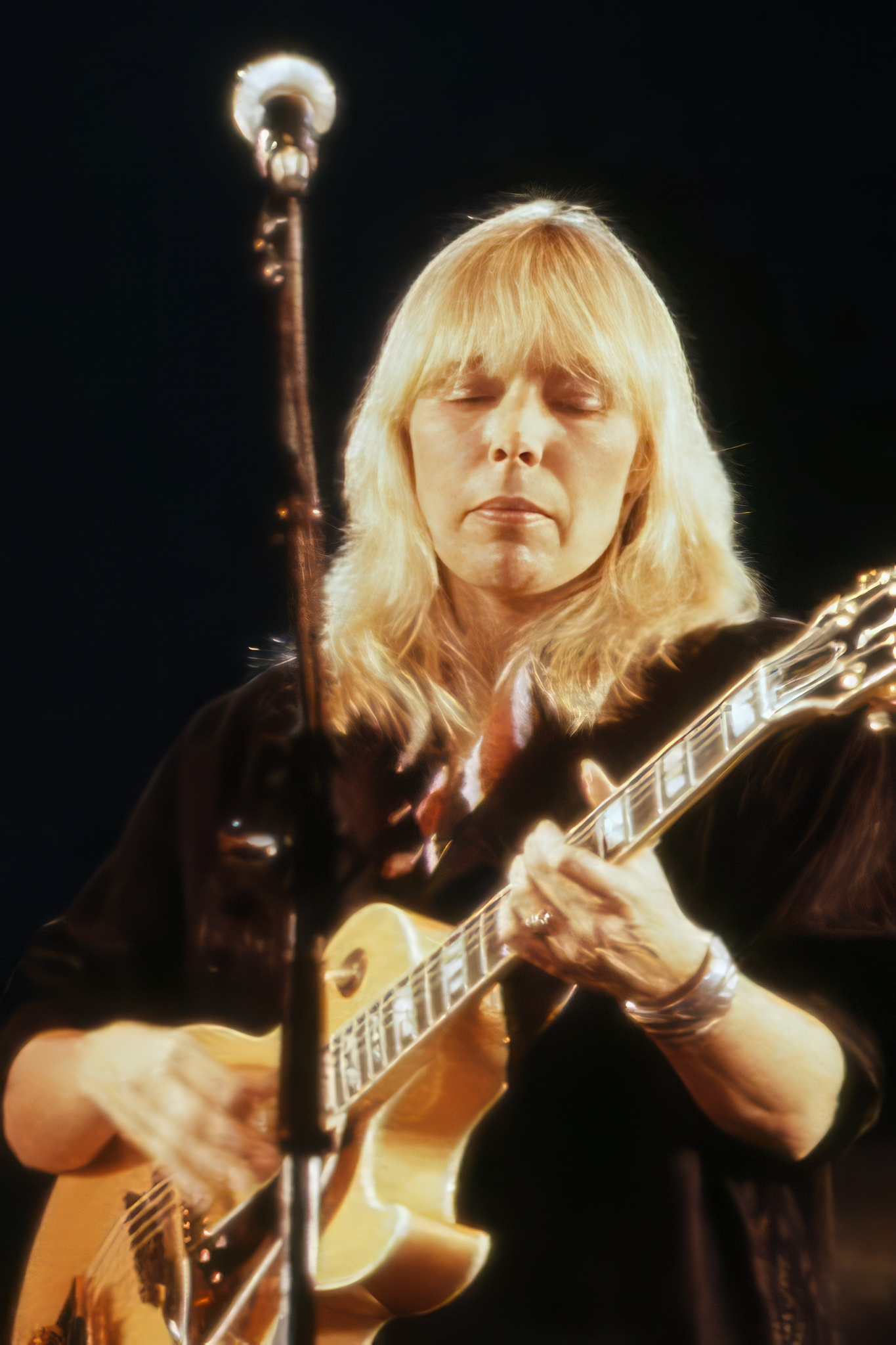
Joni Mitchell

- Matthew Mitcham (1988), Australisch schoonspringer
- Aidan Mitchell (1993), Amerikaans acteur
- Anthony Mitchell (1967/1968-2007), Brits journalist
- Anthony A. Mitchell (1918-2009), Amerikaans componist, muziekpedagoog, dirigent en klarinettist
- Atticus Mitchell (1993), Canadees acteur
- Benjamin Mitchell (1992), Australisch tennisser
- Beverley Mitchell (1981), Amerikaans actrice en countryzangeres
- Bobbie Mitchell, Amerikaans actrice
- Charles William Mitchell (1854-1903), Engels kunstschilder
- Christopher Mitchell (1947-2001), Brits acteur
- Curtis Mitchell (1989), Amerikaans atleet
- Daryl Mitchell (1965), Amerikaans acteur en filmproducent
- David Mitchell (1974), Brits acteur
- David Mitchell (1969), Brits schrijver
- David Mitchell (1962), Australisch voetballer en voetbalcoach
- Dennis Mitchell (1966), Amerikaans atleet
- Don Mitchell (1943-2013), Amerikaans acteur
- Dwike Mitchell (1930-2013), Amerikaans jazzpianist
- Edgar Mitchell (1930-2016), Amerikaans astronaut
- Elizabeth Mitchell (1970), Amerikaans actrice
- George Mitchell (1933), Amerikaans diplomaat, politicus, openbaar aanklager, rechter, topfunctionaris en wetenschapper
- Guy Mitchell (1927–1999), Amerikaans zanger
- Henry Kent Mitchell (1939), Amerikaans roeier
- Herb Mitchell (1937-2011), Amerikaans acteur
- Hugh Mitchell (1989), Brits acteur
- Ian Mitchell (1946-1996), Schots voetballer
- Ian Mitchell (1968), Brits componist, muziekpedagoog, dirigent, trombonist, pianist en gitarist
- Joan Mitchell (1926-1992), Amerikaans schilderes
- John Mitchell (1913-1988), Amerikaans politicus
- Joni Mitchell (1943), Canadees zangeres
- Kel Mitchell (1978), Amerikaans acteur, komiek en muzikant
- Kenneth Mitchell (1974), Canadees acteur
- Lauren Mitchell (1991), Australisch turnster
- Lisa Mitchell (1990), Australisch zangeres
- Liz Mitchell (1952), Jamaicaans zangeres
- Luke Mitchell (1985), Australisch acteur en model
- Lyndol Mitchell (1923-1963), Amerikaans componist en muziekpedagoog
- Margaret Mitchell (1900-1949), Amerikaans schrijfster
- Maria Mitchell (1818-1889), Amerikaans astronoom
- Mitch Mitchell (1947-2008), Brits drummer
- Nathan Mitchell (1984), Amerikaans wielrenner
- Nick Mitchell (1982), Amerikaans professioneel worstelaar
- Peter Mitchell (1920-1992), Brits biochemicus
- Peter Mitchell (1958), Engels golfer
- Radha Mitchell (1973), Australisch actrice
- Reginald Mitchell (1895-1937), Engels vliegtuigbouwer
- Rex Mitchell (1929-2011), Amerikaans componist, muziekpedagoog, dirigent en hoboïst
- Robert Mitchell (1913-1996), Brits waterpolospeler
- Scott Mitchell (1970), Engels darter
- Shay Mitchell (1987), Canadees-Filipijns actrice
- Sherman Mitchell (ca. 1930-2013), Amerikaans jazztrombonist, fluitist, altsaxofonist, componist en arrangeur
- Shirley Mitchell (1919-2013), Amerikaans actrice
- Silas Mitchell (1829-1914), Amerikaans arts en schrijver
- Silas Weir Mitchell (1969), Amerikaans acteur
- Thomas Mitchell (1892-1962), Amerikaans acteur
- W Mitchell (1943), Amerikaans schrijver en zakenman
- Willie Mitchell (1928-2010), Amerikaans muziekproducer
- Nethaneel Mitchell-Blake (1994), Brits atleet
- Peter Mitchell-Thomson (1913-1963), Brits pair en autocoureur
- Robert Mitchum (1917-1997), Amerikaans acteur
- Anna Mitgutsch (1948), Oostenrijks schrijfster
- Mithridates I, (171-138 v.Chr.) koning van Parthië
- Kevin Mitnick, (1963-2023), Amerikaans hacker
- Igor Mitoraj (1944-2014), Pools beeldhouwer
- Frits Mitrasing (1921-1998), Surinaams jurist, hoogleraar en politicus
- Stefan Mitrović (1990), Servisch voetballer
- Gösta Mittag-Leffler (1846-1927), Zweeds wiskundige
- Iris Mittenaere (1993), Frans model
- Gerhard Mitter (1935-1969), Duits autocoureur
- Rosi Mittermaier (1950), Duits alpineskiester
- François Mitterrand (1916-1996), Frans politicus (o.a. president)
- Frédéric Mitterrand (1947-2024), Frans politicus en scenarioschrijver
- Marcia Mitzman Gaven (1959), Amerikaans actrice

## Mix
- Tom Mix (1880-1940), Amerikaans acteur
- Ce Tecpatl Mixcoatl (10e eeuw), Tolteeks vorst

## Miy
- Satoko Miyahara (1998), Japans kunstschaatsster
- Atsushi Miyake (1999), Japans autocoureur
- Takuya Miyamoto (1983-2022), Japans voetballer
- Junichi Miyashita (1983), Japans zwemmer
- Ritomo Miyata (1999), Japans autocoureur
- Osamu Miyazaki (1966), Japans motorcoureur
- Kenji Miyazawa (1896-1933), Japans schrijver en dichter

## Miz
- Kelela Mizanekristos (1983), Amerikaans zangeres
- Ryo Mizuno (1998), Japans motorcoureur
- Naoki Mizunuma (1996), Japans zwemmer
- Shinji Mizushima (1939-2022), Japans mangaka